# 頭ならびに腹
『頭ならびに腹』（あたまならびにはら）は、横光利一の短編小説（掌編小説）。1924年（大正13年）10月に同人雑誌『文藝時代』創刊号に掲載され、横光の属する同人が「新感覚派」と命名される大きなきっかけの一つとなった作品である。線路故障で立ち往生する特別急行列車から迂回線に乗り換える乗客たちと、一人そのまま残ったお道化た小僧との対比の一幕を描いた小品。タイトルの意味は、太った「腹」の紳士につられて迂回線に移動してゆく人々の「頭」と、小僧の「頭」のことで、人間を擬物的手法で描いている。
冒頭部の、「真昼である。特別急行列車は満員のまま全速力で馳けてゐた。沿線の小駅は石のやうに黙殺された。」は、新感覚派表現の代表的な例としてよく引用されている。この擬人法と比喩を巧妙に混ぜ、特急列車のスピード感を表現した独特の新しい文体は、発表当時文壇の大きな話題となり、同人誌発行意義の決定打となった。

## 発表経過
1924年（大正13年）10月1日、同人雑誌『文藝時代』創刊号（第1巻第1号）に掲載され、翌1925年（大正14年）6月、文藝日本社より刊行の『無禮な街』（新字：無礼な街）に収録された。
雑誌『文藝時代』は、川端康成、石浜金作、今東光、中河与一、横光利一ら、計14人の同人で創刊され、川端が「創刊の辞」を書いている。誌名も川端の発想で名付けられた。

## あらすじ
ある日の真昼、満員のまま特別急行列車が走る中で、一人の小僧が横着に大声で唄っていた。突然、列車は線路の故障の為に停止してしまう。いつ故障線が回復するか分からない不安の中、駅員はS駅まで引き返す列車が来るので、急ぎの方は切符を出すよう報告する。乗客がどうしようか迷っていると、一人の腹の肥大した紳士が自信ありげに切符を出した。すると多くの乗客の頭は蠢き出し、迂回線で戻る列車に乗客は殺到した。
迂回線で戻る列車が発車してから間もなく、一人の駅員が故障線が復旧して開通したことを乗客に報告する。しかし、その時車内に残っていたのは、楽天的に唄っていた小僧一人のみであった。この騒動の間も、小僧は意気揚々と窓枠を叩きながら一人、白と黒との眼玉を振り子のように振りながら歌っていた。列車は小僧のただ一つの鉢巻頭を乗せ、目的地へ向って空虚のまま全速力で馳け出した。

## おもな収録本
- 『無禮な街』〈現代短篇小説選集3〉（文藝日本社、1925年6月20日）
  - 収録作品：「無禮な街」「頭ならびに腹」「表現派の役者」「慄へる薔薇」「穴」「舟」「青い石を拾つてから」
- 文庫版『愛の挨拶・馬車・純粋小説論』（講談社文芸文庫、1993年5月10日）
  - カバーデザイン：菊地信義
  - 解説：高橋英夫「表わしえぬ領域への接近」。十重田裕一「作家案内―横光利一」。保昌正夫「著書目録―横光利一」
  - 収録作品：「マルクスの審判」「頭ならびに腹」「街の底」「幸福を計る機械」「愛の挨拶」「鳥」「機械」「馬車」「書翰」「新感覚論」「純粋小説論」

### アンソロジー収録
- 『文豪ナンセンス小説選』（河出文庫、1987年7月）
  - 収録作品：泉鏡花「雨ばけ」、夏目漱石「夢十夜：第二夜」、内田百閒「北溟・虎」、芥川龍之介「煙草と悪魔」、稲垣足穂「星を売る店」、森鷗外「寒山拾得」、横光利一「頭ならびに腹」、夢野久作「霊感」、萩原朔太郎「死なない蛸」、宇野浩二「化物」、梶井基次郎「愛撫」、久生十蘭「謝肉祭の支那服：地中海避寒地の巻」、坂口安吾「風博士」、牧野信一「ゼーロン」、石川淳「知られざる季節」、中島敦「文字禍」